# Krokodillenklem

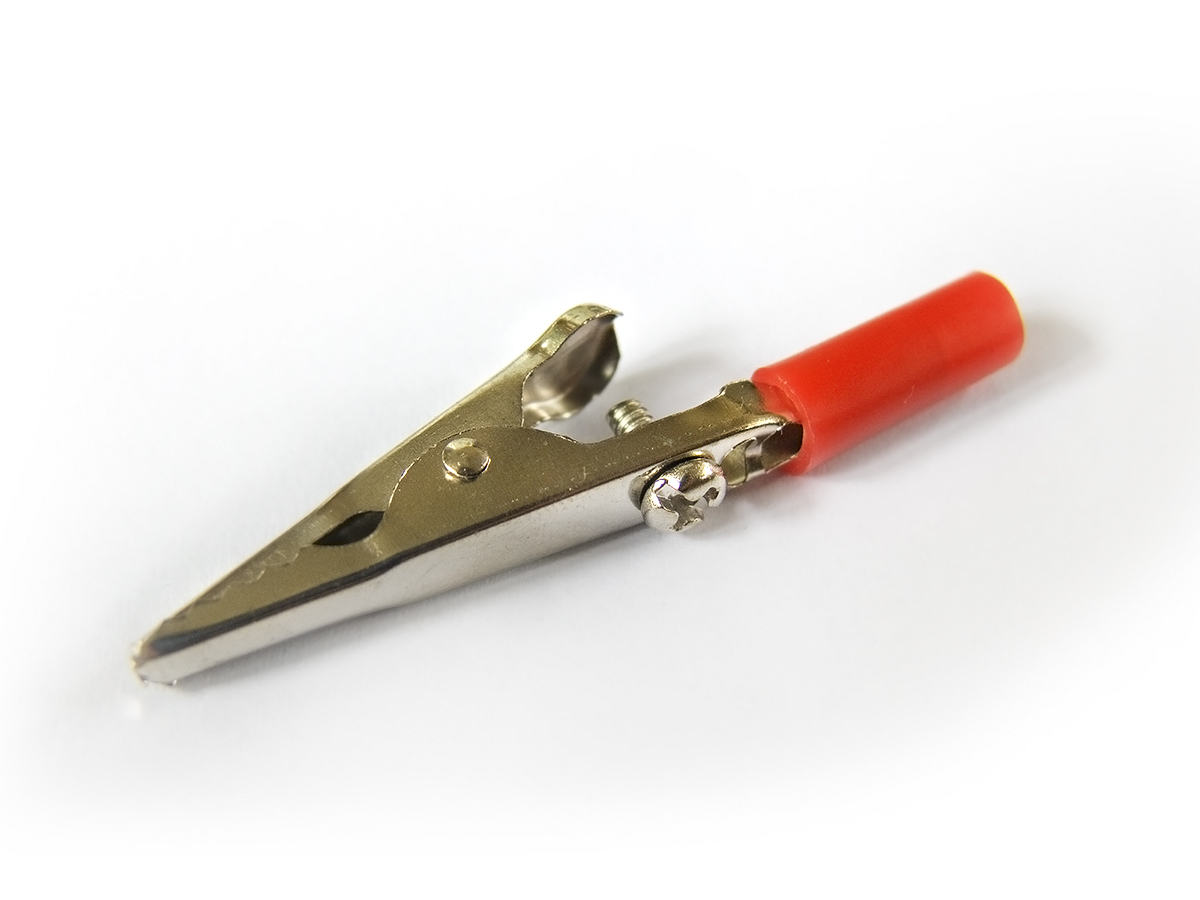
Krokodillenklem met een kleurmarkering

Een krokodillenklem (ook wel krokodillenbek, grijpklem of veerklem genoemd) is een eenvoudig elekto-mechanisch onderdeel met zaagvormige tanden dat wordt gebruikt om een tijdelijke elektrische verbinding te maken. 
Een krokodillenklem bestaat uit twee taps toelopende delen die, net als bij een wasknijper, samengedrukt worden door een veer. Hiermee kan de klem worden gebruikt om een elektrische verbinding te maken met een blanke elektrische leiding, een pin
of een pool van een batterij (een zware accuklem wordt meestal 'pooltang' genoemd). De klem dankt zijn naam aan het feit dat de bek en de tanden lijken op die van een krokodil.
De krokodillenklem werd uitgevonden in 1906 en voor het eerst op de markt gebracht door Mueller Electric in de Verenigde Staten, een in 1908 opgericht bedrijf. De uitvinder van dit type klem was John H. Williams, die destijds in dienst was bij de Cuyahoga Telephone Company.

## Afbeeldingen

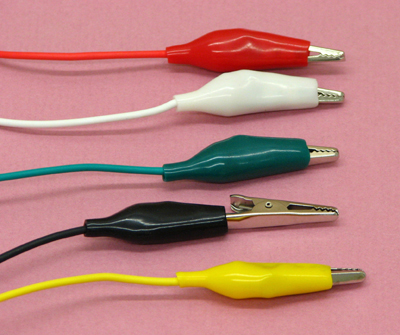
Geïsoleerde krokodillenklemmen
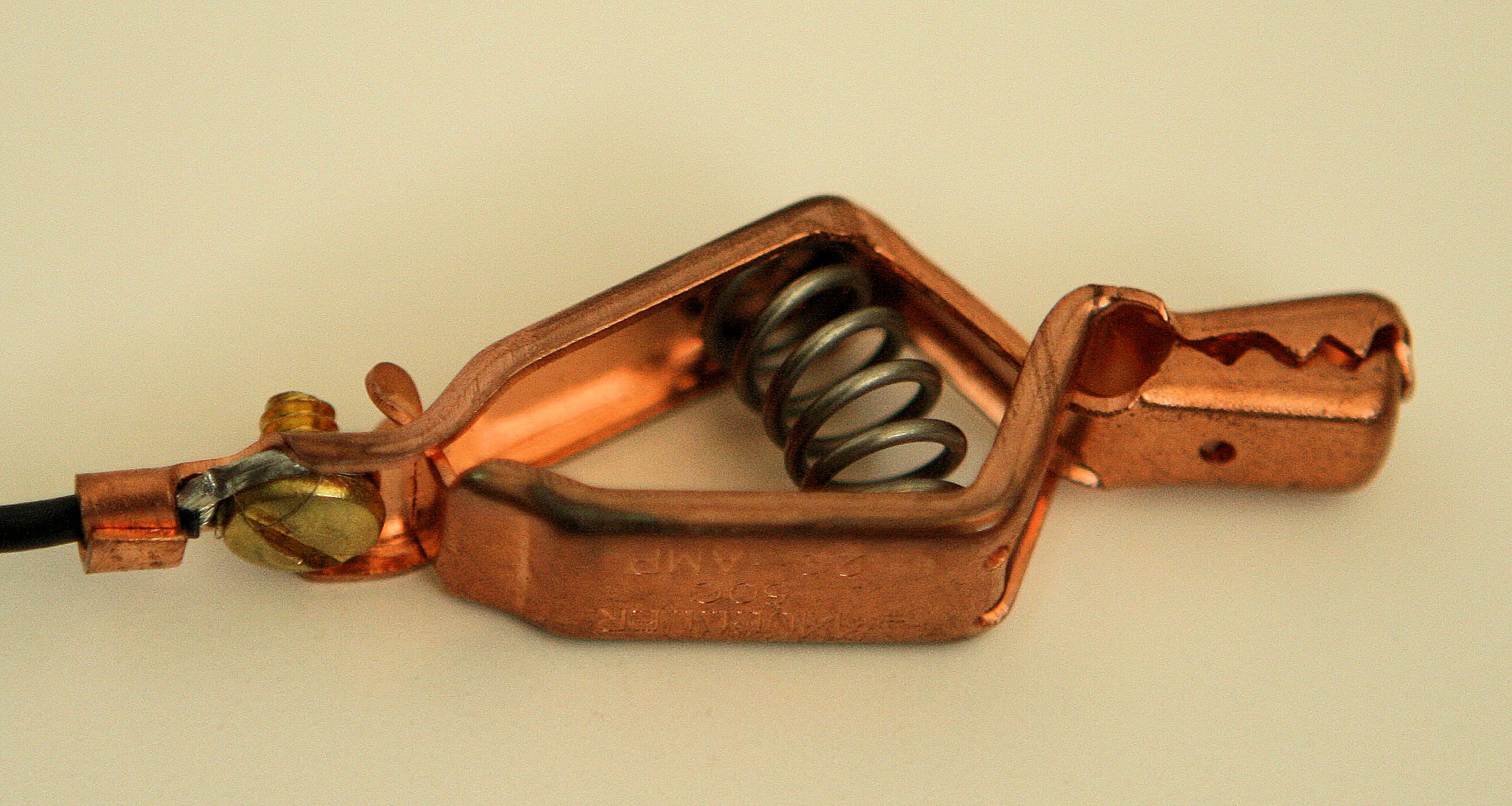
Krokodillenklem van Mueller Electric